# Cisse Adan Abshir
Cisse Adan Abshir (Mogadiscio, 1 de junio de 1986) es un futbolista somalí que juega de delantero y su equipo actual es el Asker FH de la Segunda División Profesional de Noruega.

## Trayectoria
Cisse Adan Abshir se inició en el Elman FC de su país, club con el que debutó en el 2001, llegando a jugar 60 partidos y anotando 42 goles, haciendo entonces un buen promedio. En febrero de 2004, fue llevado al Simba SC de la liga de Tanzania, en la que demostró nuevamente su capacidad goleadora, motivo por el cual fue contratado en octubre por el Pietà Hotspurs de la liga de Malta, teniendo buenas actuaciones. Permaneció en el club hasta finales del 2005.
Tras estar en calidad de jugador libre, emigró al fútbol noruego en febrero del 2006, jugando por el Lillestrøm, actuando en 22 partidos y anotando 12 goles. En febrero del 2009, fue transferido al Eidsvold Turn de la Segunda División de Noruega, en el que estuvo hasta abril del 2011, mes en que culminó su contrato. En abril, fichó por el Elverum IL, otro club de la segunda división noruega, en el que estuvo un año.
A mediados del 2012, fichó por el Asker FH de la misma categoría.

## Selección nacional
Su primera convocatoria para jugar en el equipo nacional fue en el 2001 (con 15 años), cuando formó parte del equipo que jugó la Copa CECAFA 2001. Luego, formó parte de la selección sub-17 (2002) y sub-20 (2003-2005). En el 2003, fue nuevamente convocado para jugar en el equipo mayor (ante Ghana), sin embargo, eso no fue motivo para que dos años después jugase para la selección sub-20. A partir del 2006, juega en absoluto por el equipo nacional mayor. 
Ha jugado 17 partidos por el seleccionado y ha anotado 2 goles. Es además, "el héroe nacional de Somalia", por su gol ante Tanzania (triunfo de Somalia por 1-0) el 3 de enero del 2009 y porque es uno de los pocos jugadores somalíes que triunfan en el extranjero.

## Clubes
| Club           | País     | Año         |
| -------------- | -------- | ----------- |
| Elman FC       | Somalia  | 2001 - 2004 |
| Simba SC       | Tanzania | 2004        |
| Pietà Hotspurs | Malta    | 2004 - 2005 |
| Lillestrøm     | Noruega  | 2006 - 2009 |
| Eidsvold Turn  | Noruega  | 2009 - 2011 |
| Elverum IL     | Noruega  | 2011 - 2012 |
| Asker FH       | Noruega  | 2012-       |